# Академіка да Кальєта
Ассосіасау Академіка да Кальєта ду Маю або просто Академіка да Кальєта (порт. Associação Académica da Calheta do Maio) — професіональний кабовердійський футбольний клуб з міста Кальєта, на острові Маю.

## Історія
Академіка ду Кальєта було засновано 12 грудня 1979 року в місті Кальєта на острові Маю. Свій перший чемпіонат острова клуб вигав у 2007 році (того ж року клуб вийшов до національного чемпіонату). Крім цього чемпіонства, клуб повторив успіх в Чемпіонаті острова наступного, 2008, року та в 2014 році.

## Логотип та форма
Логотип та форма клубу, як і в інших клубів з назвою «Академіка», практично тотожні клубу Академіка (Коїмбра).

## Досягнення
- Чемпіонат острова Маю: 3 перемоги

2006/07, 2007/08, 2013/14

## Історія виступів у чемпіонатах та кубках

### Національний чемпіонат
| Сезон    | Див.     | Міс.     | Іг. | В | Н | П | ЗМ | ПМ | РМ  | О  | Кубок | Примітки     | Плей-оф         |
| -------- | -------- | -------- | --- | - | - | - | -- | -- | --- | -- | ----- | ------------ | --------------- |
| 2007     | 1A       | 6        | 5   | 0 | 2 | 3 | 3  | 13 | -10 | 2  |       | Не пробилися | Не брали участі |
| 2008     | 1B       | 3        | 5   | 2 | 2 | 1 | 8  | 8  | 0   | 8  |       | Не пробилися | Не брали участі |
| 2014     | 1B       | 4        | 5   | 2 | 0 | 3 | 5  | 8  | -3  | 6  |       | Не пробилися | Не брали участі |
| Загалом: | Загалом: | Загалом: | 15  | 4 | 4 | 7 | 16 | 29 | -13 | 16 |       |              |                 |

### Острівний чемпіонат
| Сезон   | Див. | Міс. | Іг. | В | Н | П | ЗМ | ПМ | РМ  | О  | Кубок | Суперкубок | Примітки                          |
| ------- | ---- | ---- | --- | - | - | - | -- | -- | --- | -- | ----- | ---------- | --------------------------------- |
| 2006-07 | 2    | 1    | 12  | - | - | - | -  | -  | -   | -  |       |            | Вихід до національного Чемпіонату |
| 2008-09 | 2    | 1    | 12  | - | - | - | -  | -  | -   | -  |       |            | Вихід до національного Чемпіонату |
| 2013-14 | 2    | 1    | 8   | 7 | 0 | 1 | 29 | 5  | +24 | 21 |       |            | Вихід до національного Чемпіонату |
| 2014-15 | 2    | 4    | 8   | 2 | 2 | 4 | 11 | 19 | -8  | 7  |       |            |                                   |

## Деякі статистичні дані
- Найкращий рейтинг: 3-тє місце - Група B (національний чемпіонат)
- Загальна кількість виграних матчів: 15 (національний чемпіонат)
- Загальна кількість перемог: 4 (національний чемпіонат)
- Загальна кількість нічийних матчів: 4 (національний чемпіонат)
- Загальна кількість забитих м'ячів: 16 (національний чемпіонат)
- Загальна кількість набраних очок: 16 (національний чемпіонат)